# Élections législatives galloises de 2016
Les élections législatives galloises de 2016 (en anglais : National Assembly for Wales election, 2016 et en gallois : Etholiad Cynulliad Cenedlaethol Cymru, 2016) ont lieu le 5 mai 2016 afin d'élire les 60 membres de la 5e législature de l'Assemblée nationale du pays de Galles.
Le Parti travailliste remporte 29 sièges, soit un de moins qu'en 2011. Le Plaid Cymru est arrivé second en devançant les conservateurs, et les libéraux-démocrates. Pour la première fois, le parti UKIP fait son entrée à l'Assemblée nationale avec 7 sièges.
Les élections de 2016 sont les troisièmes depuis que l'Assemblée nationale dispose du droit d'adopter des lois et les premières depuis l'adoption du Wales Act de 2011. Elles ont lieu le même jour que les élections législatives en Écosse et en Irlande du Nord et que les élections locales.

## Contexte

### Dévolution
L'Assemblée nationale a été créé en 1999 comme organe dévolu du pays de Galles, nation du Royaume-Uni. 
Ses pouvoirs ont été progressivement étendus depuis : alors que jusqu'en 2006, elle ne dispose que d'un pouvoir réglementaire, elle peut depuis adopter des « mesures » (puis des lois à partir de 2011) à valeur législative dans certains domaines de compétences tels que l'agriculture, le patrimoine et la culture, le système de santé, l'éducation, le gouvernement local, les transports, etc. 
L'adoption du Wales Act en 2014 a encore accru les pouvoirs de l'Assemblée nationale, qui peut désormais lever certains impôts.

### Contexte politique
Le pays de Galles est considéré comme un bastion du Parti travailliste et, depuis la dévolution en 1999, le chef du gouvernement gallois a toujours été issu de ce parti. De 2000 à 2007, les travaillistes ont formé une coalition avec les Libéraux-démocrates et, de 2007 à 2011 avec le Plaid Cymru. Ils gouvernent depuis seuls dans un gouvernement minoritaire.
Le principal parti d'opposition avant les élections est le Parti conservateur. Le Plaid Cymru est un parti nationaliste de gauche mais ce courant est nettement moins influent au pays de Galles que son pendant écossais. Les Libéraux-démocrates sont principalement présents dans les régions rurales du centre et de l'ouest du pays de Galles.
Avant le scrutin, les sondages prédisent que le parti europhobe de droite UKIP pourrait faire son entrée pour la première fois à l'Assemblée nationale.

## Mode de scrutin
L'Assemblée nationale est élue selon un système mixte. Chaque électeur dispose de deux voix : la première voix sert à élire un membre de l'Assemblée au scrutin uninominal majoritaire à un tour dans une circonscription, la seconde voix est pour une liste dans le cadre d'une région. Le nombre de sièges pour chaque parti est attribué à la proportionnelle en prenant en compte les sièges déjà attribués dans les circonscriptions. 
Depuis le Wales Act de 2014, les membres de l'Assemblée nationale ne peuvent plus cumuler leur siège avec celui de député. 
Les citoyens du Royaume-Uni, de la république d'Irlande, du Commonwealth et de l'Union européenne âgés de 18 ans et plus disposent du droit de vote.

## Résultats
Le Parti travailliste obtient un meilleur résultat que ne le prévoyaient les sondages, ne perdant qu'un siège et conservant sa majorité relative à l'Assemblée nationale. Le Plaid Cymru dépasse les conservateurs pour redevenir le deuxième parti du pays. Les Libéraux-démocrates ne conservent qu'un de leurs sièges, tandis que le UKIP fait son entrée à l'Assemblée nationale avec sept sièges. 
Carwyn Jones entreprend des discussions avec le Plaid Cymru et les Libéraux-démocrates en vue d'une éventuelle coalition.
|                          |                                                 |                  |                  |                  |                  |                 |                 |                 |                 |              |               |  |  |  |
| Partis                   | Partis                                          | Circonscriptions | Circonscriptions | Circonscriptions | Circonscriptions | Proportionnelle | Proportionnelle | Proportionnelle | Proportionnelle | Total sièges | +/−           |  |  |  |
| Partis                   | Partis                                          | Votes            | %                | Sièges           | +/−              | Votes           | %               | +/-             | Sièges          | Total sièges | +/−           |  |  |  |
|                          | Parti travailliste gallois (WL)                 | 353 866          | 34,71            | 27               | 1                | 319 196         | 31,46           | 5,4             | 2               | 29           | 1             |  |  |  |
|                          | Plaid Cymru (PC)                                | 209 376          | 20,54            | 6                | 1                | 211 548         | 20,85           | 3,0             | 6               | 12           | 1             |  |  |  |
|                          | Parti conservateur gallois (WC)                 | 215 597          | 21,15            | 6                | en stagnation    | 190 846         | 18,81           | 3,7             | 5               | 11           | 3             |  |  |  |
|                          | Parti pour l'indépendance du Royaume-Uni (UKIP) | 127 038          | 12,46            | 0                | en stagnation    | 132 138         | 13,02           | 8,5             | 7               | 7            | 7             |  |  |  |
|                          | Libéraux-démocrates gallois (WLD)               | 78 165           | 7,67             | 1                | en stagnation    | 65 504          | 6,46            | 1,6             | 0               | 1            | 4             |  |  |  |
|                          | Parti pour abolir l'Assemblée galloise (AWAP)   |                  |                  |                  |                  | 44 286          | 4,36            | Nv.             | 0               | 0            | en stagnation |  |  |  |
|                          | Parti vert gallois (WGP)                        | 25 202           | 2,47             | 0                | en stagnation    | 30 211          | 2,98            | 0,5             | 0               | 0            | en stagnation |  |  |  |
|                          | Autres partis                                   | 10 139           | 0,99             | 0                | -                | 21 014          | 2,07            | -               | 0               | 0            | -             |  |  |  |
|                          |                                                 |                  |                  |                  |                  |                 |                 |                 |                 |              |               |  |  |  |
| Total                    | Total                                           | 1 019 383        | 100              | 40               | en stagnation    | 1 014 743       | 100             | -               | 20              | 60           | en stagnation |  |  |  |
| Abstentions              | Abstentions                                     | 1 228 667        | 54,65            |                  |                  | 1 233 307       | 54,86           |                 |                 |              |               |  |  |  |
| Inscrits / participation | Inscrits / participation                        | 2 248 050        | 45,35            | 2 248 050        | 45,24            |                 |                 |                 |                 |              |               |  |  |  |

## Résultats par régions

### Pays de Galles du milieu et de l'Ouest(Mid and West Wales)
|                       | PC                    | 56 754                | 26,29 | 0,5 | 3 | en stagnation | 1 | 4  | en stagnation |  |  |  |  |  |
|                       | WC                    | 44 461                | 20,60 | 4,6 | 3 | en stagnation | 0 | 3  | en stagnation |  |  |  |  |  |
|                       | WL                    | 41 975                | 19,45 | 3,1 | 1 | en stagnation | 2 | 3  | en stagnation |  |  |  |  |  |
|                       | UKIP                  | 25 042                | 11,60 | 7,2 | 0 | en stagnation | 1 | 1  | 1             |  |  |  |  |  |
|                       | WLD                   | 23 554                | 10,91 | 1,9 | 1 | en stagnation | 0 | 1  | 1             |  |  |  |  |  |
|                       | AWAP                  | 10 707                | 4,96  | Nv. | 0 | en stagnation | 0 | 0  | en stagnation |  |  |  |  |  |
|                       | WGP                   | 8 222                 | 3,81  | 0,3 | 0 | en stagnation | 0 | 0  | en stagnation |  |  |  |  |  |
|                       | Autres                | 5 125                 | 2,37  | -   | 0 | -             | 0 | 0  | -             |  |  |  |  |  |
|                       |                       |                       |       |     |   |               |   |    |               |  |  |  |  |  |
| Total                 | Total                 | 215 840               | 100   | -   | 8 | en stagnation | 4 | 12 | en stagnation |  |  |  |  |  |
| Taux de participation | Taux de participation | Taux de participation | 50,6  |     |   |               |   |    |               |  |  |  |  |  |

| Circonscription                         | Député sortant | Député sortant     | Député élu | Député élu         |
| --------------------------------------- | -------------- | ------------------ | ---------- | ------------------ |
| Brecon and Radnorshire                  |                | Kirsty Williams    |            | Kirsty Williams    |
| Carmarthen East and Dinefwr             |                | Rhodri Glyn Thomas |            | Adam Price         |
| Carmarthen West and South Pembrokeshire |                | Angela Burns       |            | Angela Burns       |
| Ceredigion                              |                | Elin Jones         |            | Elin Jones         |
| Dwyfor Meirionnydd                      |                | Dafydd Elis-Thomas |            | Dafydd Elis-Thomas |
| Llanelli                                |                | Keith Davis        |            | Lee Waters         |
| Montgomeryshire                         |                | Russell George     |            | Russell George     |
| Preseli Pembrokeshire                   |                | Paul Davies        |            | Paul Davies        |

### Pays de Galles du Nord(North Wales)
|                       | WL                    | 57 528                | 28,13 | 1,3 | 5 | en stagnation | 0 | 5  | en stagnation |  |  |  |  |  |
|                       | PC                    | 47 701                | 23,33 | 1,9 | 2 | en stagnation | 1 | 3  | en stagnation |  |  |  |  |  |
|                       | WC                    | 45 468                | 22,23 | 4,6 | 2 | en stagnation | 1 | 3  | 1             |  |  |  |  |  |
|                       | UKIP                  | 25 518                | 12,48 | 7,5 | 0 | en stagnation | 2 | 2  | 2             |  |  |  |  |  |
|                       | AWAP                  | 9 409                 | 4,60  | Nv. | 0 | en stagnation | 0 | 0  | en stagnation |  |  |  |  |  |
|                       | WLD                   | 9 345                 | 4,57  | 1,3 | 0 | en stagnation | 0 | 0  | 1             |  |  |  |  |  |
|                       | WGP                   | 4 789                 | 2,34  | 0,1 | 0 | en stagnation | 0 | 0  | en stagnation |  |  |  |  |  |
|                       | Autres                | 4 732                 | 2,31  | -   | 0 | -             | 0 | 0  | -             |  |  |  |  |  |
|                       |                       |                       |       |     |   |               |   |    |               |  |  |  |  |  |
| Total                 | Total                 | 204 490               | 100   | -   | 9 | en stagnation | 4 | 13 | en stagnation |  |  |  |  |  |
| Taux de participation | Taux de participation | Taux de participation | 43,5  |     |   |               |   |    |               |  |  |  |  |  |

| Circonscription  | Député sortant | Député sortant       | Député élu | Député élu           |
| ---------------- | -------------- | -------------------- | ---------- | -------------------- |
| Aberconwy        |                | Janet Finch-Saunders |            | Janet Finch-Saunders |
| Alyn and Deeside |                | Carl Sargeant        |            | Carl Sargeant        |
| Arfon            |                | Alun Ffred Jones     |            | Siân Gwenllian       |
| Clwyd South      |                | Ken Skates           |            | Ken Skates           |
| Clwyd West       |                | Darren Millar        |            | Darren Millar        |
| Delyn            |                | Sandy Mewies         |            | Hannah Blythyn       |
| Vale of Clwyd    |                | Ann Jones            |            | Ann Jones            |
| Wrexham          |                | Lesley Griffiths     |            | Lesley Griffiths     |
| Ynys Môn         |                | Rhun ap Iorwerth     |            | Rhun ap Iorwerth     |

### Pays de Galles du Sud Centre(South Wales Central)
|                       | WL                    | 78 366                | 33,91 | 7,1 | 7 | 1             | 0 | 7  | 1             |  |  |  |  |  |
|                       | PC                    | 48 357                | 20,92 | 7,2 | 1 | 1             | 1 | 2  | 1             |  |  |  |  |  |
|                       | WC                    | 42 185                | 18,25 | 3,7 | 0 | en stagnation | 2 | 2  | en stagnation |  |  |  |  |  |
|                       | UKIP                  | 23 958                | 10,37 | 6,4 | 0 | en stagnation | 1 | 1  | 1             |  |  |  |  |  |
|                       | WLD                   | 14 875                | 6,44  | 1,5 | 0 | en stagnation | 0 | 0  | 1             |  |  |  |  |  |
|                       | AWAP                  | 9 163                 | 3,96  | Nv. | 0 | en stagnation | 0 | 0  | en stagnation |  |  |  |  |  |
|                       | WGP                   | 7 949                 | 3,44  | 1,7 | 0 | en stagnation | 0 | 0  | en stagnation |  |  |  |  |  |
|                       | Autres                | 6 280                 | 2,72  | -   | 0 | -             | 0 | 0  | -             |  |  |  |  |  |
|                       |                       |                       |       |     |   |               |   |    |               |  |  |  |  |  |
| Total                 | Total                 | 231 133               | 100   | -   | 8 | en stagnation | 4 | 12 | en stagnation |  |  |  |  |  |
| Taux de participation | Taux de participation | Taux de participation | 46,7  |     |   |               |   |    |               |  |  |  |  |  |

| Circonscription           | Député sortant | Député sortant    | Député élu | Député élu      |
| ------------------------- | -------------- | ----------------- | ---------- | --------------- |
| Cardiff Central           |                | Jenny Rathbone    |            | Jenny Rathbone  |
| Cardiff North             |                | Julie Morgan      |            | Julie Morgan    |
| Cardiff South and Penarth |                | Vaughan Gething   |            | Vaughan Gething |
| Cardiff West              |                | Mark Drakeford    |            | Mark Drakeford  |
| Cynon Valley              |                | Christine Champan |            | Vikki Howells   |
| Pontypridd                |                | Mick Antoniw      |            | Mick Antoniw    |
| Rhondda                   |                | Leighton Andrews  |            | Leanne Wood     |
| Vale of Glamorgan         |                | Jane Hutt         |            | Jane Hutt       |

### Pays de Galles du Sud-Est(South Wales East)
|                       | WL                    | 74 424                | 38,34 | 7,3  | 7 | en stagnation | 0 | 7  | en stagnation |  |  |  |  |  |
|                       | UKIP                  | 34 524                | 17,79 | 12,5 | 0 | en stagnation | 2 | 2  | 2             |  |  |  |  |  |
|                       | WC                    | 33 318                | 17,17 | 2,4  | 1 | en stagnation | 1 | 2  | 1             |  |  |  |  |  |
|                       | PC                    | 29 686                | 15,29 | 3,2  | 0 | en stagnation | 1 | 1  | 1             |  |  |  |  |  |
|                       | AWAP                  | 7 870                 | 4,05  | Nv.  | 0 | en stagnation | 0 | 0  | en stagnation |  |  |  |  |  |
|                       | WLD                   | 6 784                 | 3,50  | 2,5  | 0 | en stagnation | 0 | 0  | en stagnation |  |  |  |  |  |
|                       | WGP                   | 4 831                 | 2,49  | 0,2  | 0 | en stagnation | 0 | 0  | en stagnation |  |  |  |  |  |
|                       | Autres                | 2 654                 | 1,37  | -    | 0 | -             | 0 | 0  | -             |  |  |  |  |  |
|                       |                       |                       |       |      |   |               |   |    |               |  |  |  |  |  |
| Total                 | Total                 | 194 091               | 100   | -    | 8 | en stagnation | 4 | 12 | en stagnation |  |  |  |  |  |
| Taux de participation | Taux de participation | Taux de participation | 41,8  |      |   |               |   |    |               |  |  |  |  |  |

| Circonscription            | Député sortant | Député sortant  | Député élu | Député élu       |
| -------------------------- | -------------- | --------------- | ---------- | ---------------- |
| Blaenau Gwent              |                | Alun Davies     |            | Alun Davies      |
| Caerphilly                 |                | Jeff Cuthbert   |            | Hefin David      |
| Islwyn                     |                | Gwyn Price      |            | Rhianon Passmore |
| Merthyr Tydfil and Rhymney |                | Huw Lewis       |            | Dawn Bowden      |
| Monmouth                   |                | Nick Ramsay     |            | Nick Ramsay      |
| Newport East               |                | John Griffiths  |            | John Griffiths   |
| Newport West               |                | Rosemary Butler |            | Jayne Bryant     |
| Torfaen                    |                | Lynne Neagle    |            | Lynne Neagle     |

### Pays de Galles du Sud-Ouest(South Wales West)
|                       | WL                    | 66 903                | 39,54 | 6,9 | 7 | en stagnation | 0 | 7  | en stagnation |  |  |  |  |  |
|                       | PC                    | 29 050                | 17,17 | 3,4 | 0 | en stagnation | 2 | 2  | 1             |  |  |  |  |  |
|                       | WC                    | 25 414                | 15,01 | 2,8 | 0 | en stagnation | 1 | 1  | 1             |  |  |  |  |  |
|                       | UKIP                  | 23 096                | 13,65 | 9,4 | 0 | en stagnation | 1 | 1  | 1             |  |  |  |  |  |
|                       | WLD                   | 10 946                | 6,47  | 0,5 | 0 | en stagnation | 0 | 0  | 1             |  |  |  |  |  |
|                       | AWAP                  | 7 137                 | 4,22  | Nv. | 0 | en stagnation | 0 | 0  | en stagnation |  |  |  |  |  |
|                       | WGP                   | 4 420                 | 2,61  | 0,1 | 0 | en stagnation | 0 | 0  | en stagnation |  |  |  |  |  |
|                       | Autres                | 2 223                 | 1,31  | -   | 0 | -             | 0 | 0  | -             |  |  |  |  |  |
|                       |                       |                       |       |     |   |               |   |    |               |  |  |  |  |  |
| Total                 | Total                 | 169 189               | 100   | -   | 7 | en stagnation | 4 | 11 | en stagnation |  |  |  |  |  |
| Taux de participation | Taux de participation | Taux de participation | 50,6  |     |   |               |   |    |               |  |  |  |  |  |

| Circonscription | Député sortant | Député sortant | Député élu | Député élu         |
| --------------- | -------------- | -------------- | ---------- | ------------------ |
| Aberavon        |                | David Rees     |            | David Rees         |
| Bridgend        |                | Carwyn Jones   |            | Carwyn Jones       |
| Gower           |                | Edwina Hart    |            | Rebecca Evans      |
| Neath           |                | Gwenda Thomas  |            | Jeremy Miles       |
| Ogmore          |                | Janice Gregory |            | Huw Irranca-Davies |
| Swansea East    |                | Mike Hedges    |            | Mike Hedges        |
| Swansea West    |                | Julie James    |            | Julie James        |

## Formation du gouvernement
À l'issue du scrutin, il semble que le Parti travailliste, largement en tête avec 29 sièges, soit capable de former un gouvernement minoritaire avec Carwyn Jones à sa tête.
Toutefois, le 11 mai 2016, lors de l'élection du Premier ministre par la nouvelle Assemblée nationale, la chef du Plaid Cymru Leanne Wood présente également sa candidature et recueille les voix des conservateurs et du UKIP, la plaçant à égalité avec les 29 voix pour Carwyn Jones, bien que le Plaid Cymru annonce ne pas avoir conclu d'accord avec les partis de droite et alors que l'unique membre de l'Assemblée libérale-démocrate, Kirsty Williams, vote pour Carwyn Jones lui permettant de se maintenir à égalité avec sa concurrente. Il n'y a que 58 voix exprimées Elin Jones (Plaid Cymru) et Ann Jones (travailliste), nouvellement élues présidente et vice-présidente de l'Assemblée, ne pouvant pas voter.
Finalement, le 18 mai, à la suite d'un accord entre le Parti travailliste et le Plaid Cymru, Carwyn Jones est réélu Premier ministre avec le soutien du Plaid Cymru. Ce dernier reste toutefois dans l'opposition alors que les travaillistes forment un gouvernement de coalition en intégrant la libérale-démocrate Kirsty Williams comme secrétaire à l'Éducation.